# Dobitschen
Dobitschen là một đô thị ở huyện Altenburger Land district, in the far eastern part of trong bang Thüringen, Đức. Đô thị này có diện tích 6,55 km².
Các đô thị giáp ranh là: Altkirchen, Drogen, Göllnitz, Lumpzig, Mehna và Naundorf ở Altenberger Land.
Các khu vực dân cư:
- Dobitschen
- Meucha
- Pontewitz
- Rolika